# Körbelitz
Körbelitz ist eine Ortschaft der Gemeinde Möser im Landkreis Jerichower Land in Sachsen-Anhalt.

## Geografie
Das Dorf Körbelitz liegt am Westrand des Flämings, zwei Kilometer östlich der Bundesstraße 1, über die nach elf Kilometern in nördlicher Richtung die Kreisstadt Burg zu erreichen ist. 17 Kilometer in südwestlicher Richtung ist die Landeshauptstadt Magdeburg entfernt. Zu zwei Auffahrten der Autobahn A 2 kommt man nach etwa acht Kilometern. Der Ort ist von landwirtschaftlichen Flächen mittlerer Qualität umgeben.

## Geschichte
Ein Großstein-Hünengrab aus der Steinzeit, etwa einen Kilometer südöstlich des heutigen Körbelitz gelegen, beweist, dass die Gegend bereits vor 6000 Jahren bewohnt war. Funde aus der Eisenzeit belegen die Anwesenheit germanischer Stämme, die später von Slawen abgelöst wurden, wie es sich aus dem slawischstämmigen Ortsnamen nachweisen lässt.
Im Jahre 1015 soll der Magdeburger Erzbischof Gero den damals so bezeichneten Ort Karbelicz dem Magdeburger Kloster Unser Lieben Frauen geschenkt haben. Jedoch beziehen sich diese Angaben auf eine offenbar gefälschte Urkunde („Magdeburg und seine Umgebung, 1973“). Gesichert ist die Erwähnung des Ortes durch Urkunden aus den Jahren 1182 (Erzbischof Wiechmann) und 1197. Letztere wurde 1997 zum Anlass genommen, das 800-jährige Ortsjubiläum zu feiern. Mitte des 12. Jahrhunderts bewohnten noch Slawen den Ort, doch zu dieser Zeit kamen flämische Kolonisten hinzu, die parallel zum slawischen Straßenzug ihre eigene Häuserzeile mit komfortableren Gebäuden errichteten. So entstand bereits damals die heute noch vorhandene Ortsstruktur mit zwei Straßenzügen in Nord-Süd-Richtung. Der auf diese Weise expandierende Ort zog auch die Bewohner umliegender Orte an, sodass bald etliche benachbarte Siedlungen wüst lagen.
1719 sah sich der Landrat Plotho gezwungen, in Köbelitz ein Verbot für hölzerne Hauseinfriedungen zu erlassen, da in den zurückliegenden Jahren sich über die Holzzäune verbreitende Feuer große Schäden im Ort angerichtet hatten. Als eine weitere Feuerschutzmaßnahme ordnete 1732 der Landrat von Barby den Bau von gemauerten Schornsteinen an. Mitte des 18. Jahrhunderts ließ Preußenkönig Friedrich II. die Bodenqualität der landwirtschaftlichen Flächen um Körbelitz durch Lehmeinbringung verbessern, ein Teil des sandigen Gebietes wurde mit Kiefern aufgeforstet. Von etwa 1770 an war die nordöstlich von Körbelitz gelegene Heide Aufmarschgebiet der jährlich Ende Mai für drei Tage stattfindenden Heeresschauen, den so genannten Revuen der preußischen Könige. Der König und seine hohen Offiziere nahmen in den Bauerngehöften des Ortes Quartier, während die zu den Revuen eingeladenen Gäste, darunter auch Offiziere aus Österreich, Russland und Frankreich im benachbarten Schloss Pietzpuhl untergebracht wurden. Die letzte Revue fand unmittelbar vor Ausbruch der Napoleonkriege im Jahre 1805 statt.
Ab 1818 gehörte Körbelitz administrativ zum Kreis Jerichow I mit der Kreisstadt Burg. Auf Initiative des zu dieser Zeit amtierenden Landrates Freiherr von Münchhausen kam es ab 1820 zu einer Ortserweiterung in nordöstlicher Richtung, in deren Zuge das so genannte „neue Dorf“ entstand. Da Körbelitz weder an das ab Mitte des 19. Jahrhunderts eingerichtete moderne Straßennetz noch an die Eisenbahn angeschlossen wurde, ging die sich zu dieser Zeit entfaltende Industrialisierung am Dorf vorbei. Lediglich eine Molkerei ließ sich 1900 hier nieder. 1890 richtete die Stadt Magdeburg ein Landwirtschaftsgut ein, um die damals nördlich von Körbelitz angelegten Rieselfelder Magdeburgs zu bewirtschaften. Für die Beschäftigten des Gutes wurden sechs Wohnhäuser für jeweils acht bis zehn Familien gebaut. 1936 wandelte die deutsche Wehrmacht das ehemalige preußische Militärübungsgelände in einen für die damalige Zeit modernen Schießplatz um. Dazu gehörte eine aus Stampfbeton errichtete 100 Meter lange und zehn Meter hohe Schießwand.
Als die DDR 1952 die bisherige Länder- und Kreisstruktur abschaffte, kam Körbelitz in den neu gebildeten Kreis Burg im Bezirk Magdeburg. Ein Jahr später wurde das Gut Magdeburg in das „Volkseigene Gut Körbelitz“ umgewandelt, das auf 750 Hektar vorwiegend Futter- und Gemüseanbau betrieb. Relativ spät wurde erst 1958 aus bis dahin dreißig selbstständig wirtschaftenden Landwirtschaftsbetrieben eine LPG geschaffen, die sich vorwiegend auf Milchviehwirtschaft spezialisierte. Zusammen beschäftigten beide Betriebe etwa 270 Menschen.
Nach dem Ende der DDR organisierte sich die Landwirtschaft neu. Es entstanden zwei GmbH für Bewirtschaftung und Maschinenvermietung sowie eine Fruchthandelsgesellschaft. Daneben ließen sich zwei Firmen für Autohandel und Elektrotechnik nieder. Mit Hilfe eines Dorferneuerungsprogrammes wandelte sich der bisher landwirtschaftlich geprägte Ort in eine Wohnsiedlung.
Körbelitz gehörte von 2005 bis 2009 zur Verwaltungsgemeinschaft Biederitz-Möser. Bis zum 31. Dezember 2009 war Körbelitz eine selbständige Gemeinde. Am 1. Januar 2010 fusionierte Körbelitz mit weiteren Gemeinden zur neuen Gemeinde Möser.

## Politik

### Bürgermeister
Der letzte Bürgermeister der Gemeinde Körbelitz war Eckhard Brandt.
Als Ortschaft der Einheitsgemeinde Möser übernimmt ein so genannter Ortschaftsrat die Wahrnehmung der speziellen Interessen des Ortes innerhalb bzw. gegenüber den Gemeindegremien. Er wird aus fünf Mitgliedern gebildet. Als weiteres ortsgebundenes Organ fungiert der Ortsbürgermeister, dieses Amt wird zur Zeit von Ingeborg Schwenck (SPD) wahrgenommen.

### Wappen
| | Blasonierung: „In Gold auf grünem Schildfuß ein schwarzes Hünengrab zwischen zwei grünen Lindenbäumen; im Schildfuß drei goldene Ähren, die mittlere stehend, die rechte und linke nach außen geneigt.“ |
| Wappenbegründung: Die Farben des Ortes sind Schwarz - Gelb (Gold). Es ist eine heraldisch-grafische Überarbeitung (Redesign) eines in der letzten Zeit gebräuchlichen nicht bestätigten Entwurfs. Als ortsspezifisch erscheint als Hauptbild das in der Gemarkung gelegene Hünengrab. Die Linden stehen für die waldnahe Lage von Körbelitz. Der grüne Schildfuß mit den drei Ähren symbolisiert den ländlichen Charakter des Ortes. Das Wappen wurde von der Heraldikerin Erika Fiedler aus Magdeburg gestaltet und am 20. Oktober 1995 durch das Regierungspräsidium Magdeburg genehmigt. | |

### Flagge
Die Flagge ist schwarz - gelb (1:1) gestreift und zeigt aufgelegt das Wappen.

## Sehenswürdigkeiten
Die evangelische St.-Pancratii-Kirche wurde 1209 erstmals erwähnt. Es ist eine aus Feldsteinen errichtete spätromanische Wehrkirche. Der die gesamte Breite des Kirchenschiffs einnehmende Turm stürzte 1989 ein, wurde danach wieder aufgebaut. Bis 1989 war in der Kirche eine von Johann Georg Hartmann gebaute Orgel vorhanden. Zu den ältesten Einrichtungsgegenständen gehören die Kanzel von 1650 und ein Opferstock von 1656.

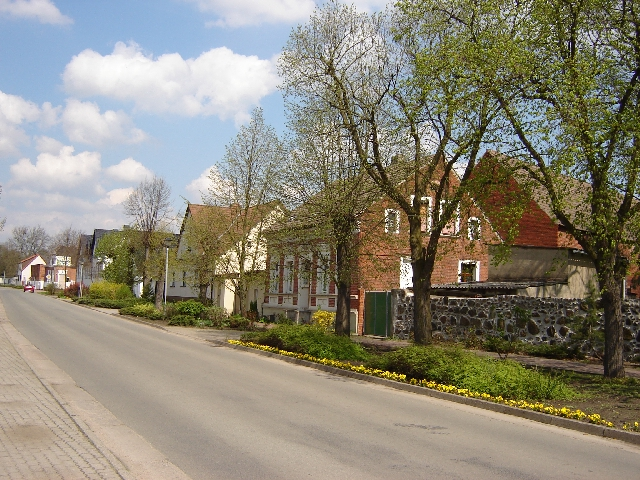
Breite Straße
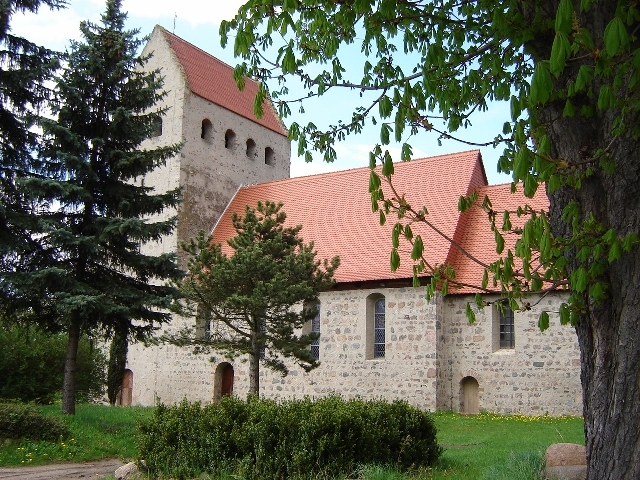
St.-Pancratii-Kirche
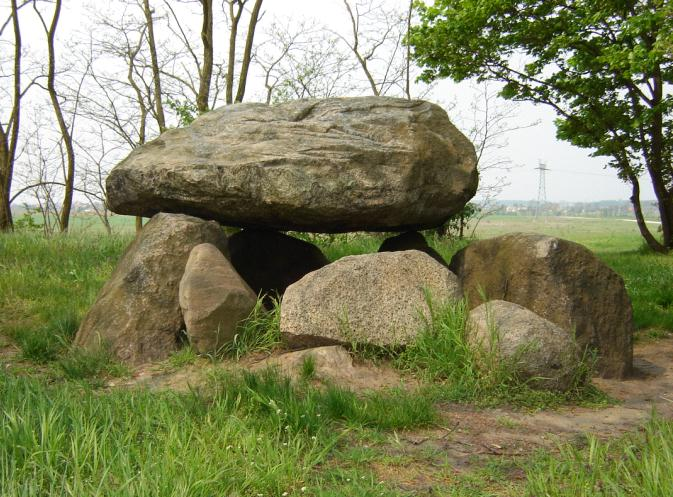
Hünengrab

## Söhne und Töchter (Auswahl)
- Franz von Kleist (1806–1882), preußischer Generalleutnant
- Heinrich Gloël (1855–1940), Gymnasialprofessor und Goetheforscher
- Johannes Gloël (1857–1891),  evangelischer Geistlicher und Hochschullehrer in Erlangen